# Salomon Luria

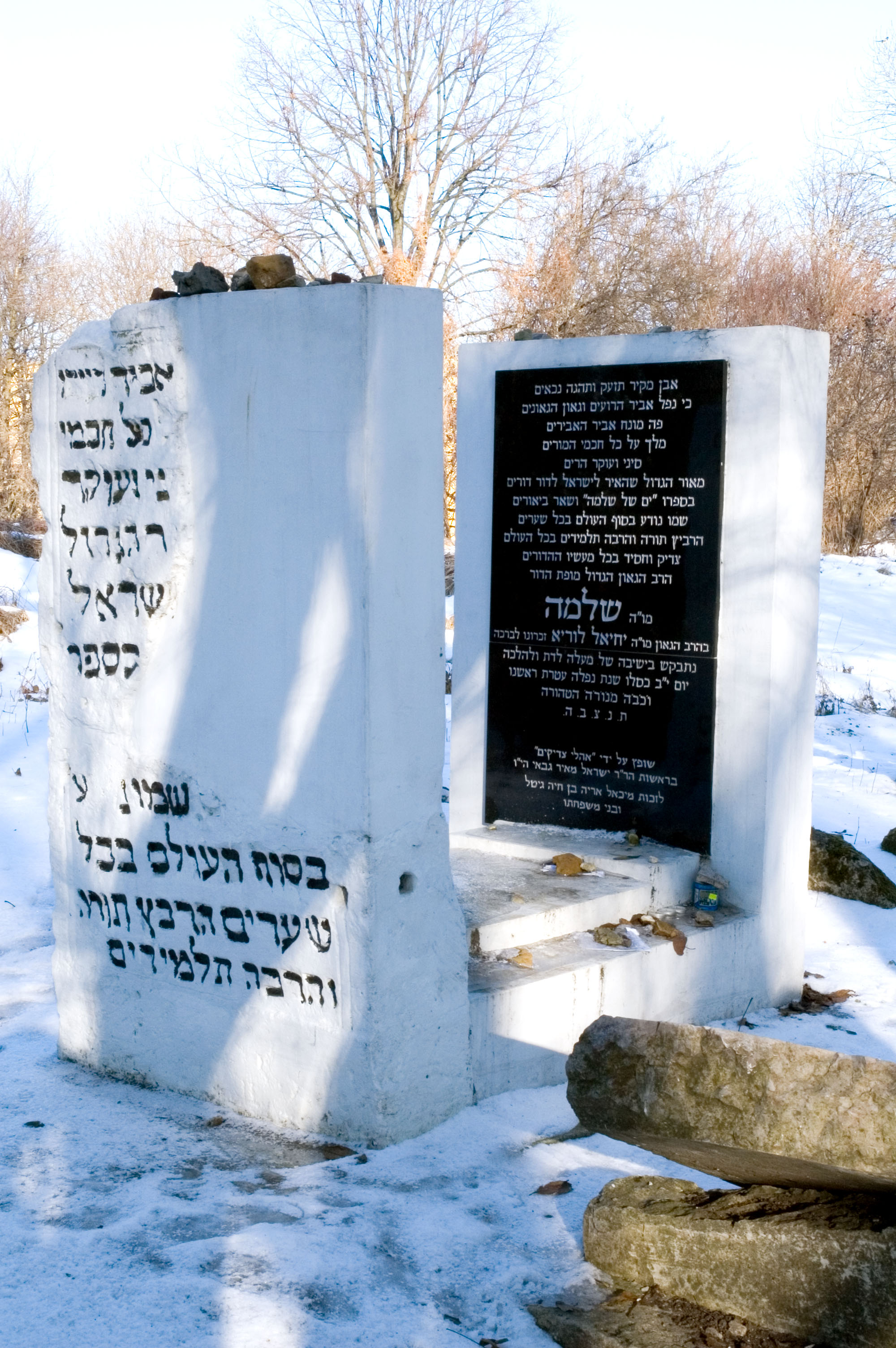
Macewa Salomona Lurii z XIX wieku

Salomon ben Jechiel Luria (hebr. שלמה לוריא), zwany Maharszalem (skrót od Morenu ha-Raw Rabi Szlomo Luria, tj. „Naszym Nauczycielem Salomonem Lurią”, także: Rabim Salomonem z Litwy (ur. 1510 w Brześciu Litewskim, zm. 7 listopada 1573 w Lublinie) – rabin aszkenazyjski, znawca i komentator halachy i Talmudu, kabalista.

## Życiorys
Pochodził z rodziny wywodzącej się z Alzacji. Był synem Jankiela Lurii, rabina, talmudysty ze Słucka, potomkiem Salomona Jicchakiego i kuzynem Mojżesza Isserlesa. Pierwsze nauki Luria pobierał w Poznaniu, u swojego dziadka, rabina Izaaka Klauberga. Następnie uczył się w Lublinie u Szaloma Szachny, a później w jesziwie w Ostrogu u rabina Kalmana Haberkastena, którego córkę, Lipkę, później poślubił.
Początkowo był rabinem Brześcia Litewskiego, po czym został powołany na przełożonego jesziwy w Ostrogu. Był naczelnym rabinem Wołynia. W 1555 został naczelnym rabinem Lublina, a w 1567 król Zygmunt II August nadał mu tytuł rektora tamtejszej jesziwy.
Luria był kabalistą i przeciwnikiem szkoły scholastycznej uprawianej przez Mojżesza Issrelesa. Krytykował argumenty z Arystotelesa. Sprzeciwiał się także metodzie dialektycznej (pilpul), którą zapoczątkował w Lublinie Jakub Polak. W okresie kierowania lubelską jesziwą skupił wokół siebie grono wybitnych nauczycieli i uczniów. Nauki pobierali u niego m.in. Eliasz Baal Szem z Chełma oraz Joszua Falk Kohen.
Pochowany został na starym kirkucie lubelskim. Na jego pierwszej macewie, zastąpionej w 1876 nowszą, wyryto:
Tu leży najsilniejszy z silnych,

Król wszystkich mędrców i nauczycieli,

Silny jak Synaj, a przecież podnoszący góry,

Wielka pochodnia, która latami dawała nam światło.

W jego dziele „Morze Salomona" i wielu innych.

Jego imię znane jest na całym świecie,

bowiem wychował i rozsławił wielu uczniów.

To on, wielki, cud świata, nasz Pan

Salomon, syna Pana Jechiela Lurii.

12 Kislew roku 5334 (1573) powołany został

do akademii zaświatów,

by tam rozstrzygać o wiedzy i wierze.

Tak spadła korona z naszej głowy.
Na cześć Maharszala została nazwana największa i główna synagoga lubelskiej gminy żydowskiej, wchodząca w skład kompleksu synagogalnego na Podzamczu.

## Dzieła
- Jam szel Szlomo (ים של שלמה; Morze Salomona) – najważniejsza, acz niedokończona praca Lurii, traktująca o zawiłościach Talmudu i będąca szczegółową wykładnią wskazań halachicznych
- Chochmat Szlomo (חכמת שלמה; Mądrość Salomona) – glosa i komentarze do Talmudu
- Jeri’ot Szlomo (יריעות שלמה; Opisy Salomona, Przedstawienia Salomona) – komentarze do Tory
- Amudej Szlomo (עמודי שלמה; Filary Salomona) – komentarze do Sefer ha-Micwot Mosze ben Jaakowa z Coucy
- liczne responsa rabiniczne
- poezja liturgiczna (pijutim)